# Gyalophylax
Gyalophylax was een monotypisch geslacht van zangvogels uit de familie ovenvogels (Furnariidae). De enige soort was de roodschouderstekelstaart (Synallaxis hellmayri), maar deze is verplaatst naar het geslacht Synallaxis.